# Przyjaciel (herb szlachecki)

Odmiana herbu

Przyjaciel (Kemlada, Kemlad, Kamrad, Kamerad) – polski herb szlachecki.

## Opis herbu
Przyjaciel – W polu błękitnym, serce czerwone, przebite strzałą srebrną grotem w prawo, wewnątrz misy złotej. W klejnocie pięć piór strusia.
Przyjaciel II – W polu błękitnym strzała srebrna, złotym grotem w górę, między dwoma sercami czerwonymi. W klejnocie ogon pawi.
- Herbowni  – Lisiecki, Hryniewicz, Mackiewicz, Wojciechowicz[3]

## Legenda herbowa
Powstanie datuje się na 1166 rok. Nadany przez Henryka Sandomierskiego potomkom rycerza Mirosława w czasie wojny z pogańskimi Prusami.

## Herbowni
Bohusław, Downarowicz, Dramiński, Dranicki, Dulewski, Grabowski, Hryniewicz, Janowicz, Jurowski, Klimkiewicz, Ladziński, Ładziński, Lipiński, Maciejewicz, Mackiewicz, Mickiewicz, Migiewicz, Minasiewicz, Mingajłowicz, Mirosławski, Muraszko, Muśnicki, Dowbor – Muśnicki, Nagrodzki, Nowaczyński, Nowakowicz, Pawłowicz, Połtorzycki, Romanowski, Skirmunt – Strawiżski, Szumowiecki, Tomkowicz, Więckowicz, Wojciechowicz, Karabaniwicz Wolański, Żabiński

### Znani herbowni
- gen. Józef Dowbor-Muśnicki (1867–1937)
- prof. Tadeusz Wolański (1785–1865)
- Adolf Nowaczyński (1876–1944) – pisarz, dramaturg